# Trimeresurus tibetanus
Espèce
Synonymes
- Trimeresurus karanshahi Orlov & Helfenberger, 1998
- Himalayophis karanshahi (Orlov & Helfenberger, 1998)
- Himalayophis tibetanus (Huang, 1982)

Statut de conservation UICN

 LC  : Préoccupation mineure
Trimeresurus tibetanus est une espèce de serpents de la famille des Viperidae. 

## Répartition
Cette espèce se rencontre au Népal et au Tibet.

## Description
C'est un serpent venimeux.

## Étymologie
Son nom d'espèce lui a été donné en référence au lieu de sa découverte.

## Publication originale
- Huang, 1982 : A new species of the Crotalidae snake from Tibetan [in Chinese]. Fudan Journal (Natural Science), vol. 21, n. 1, p. 116-118.